# Schloss Moosham

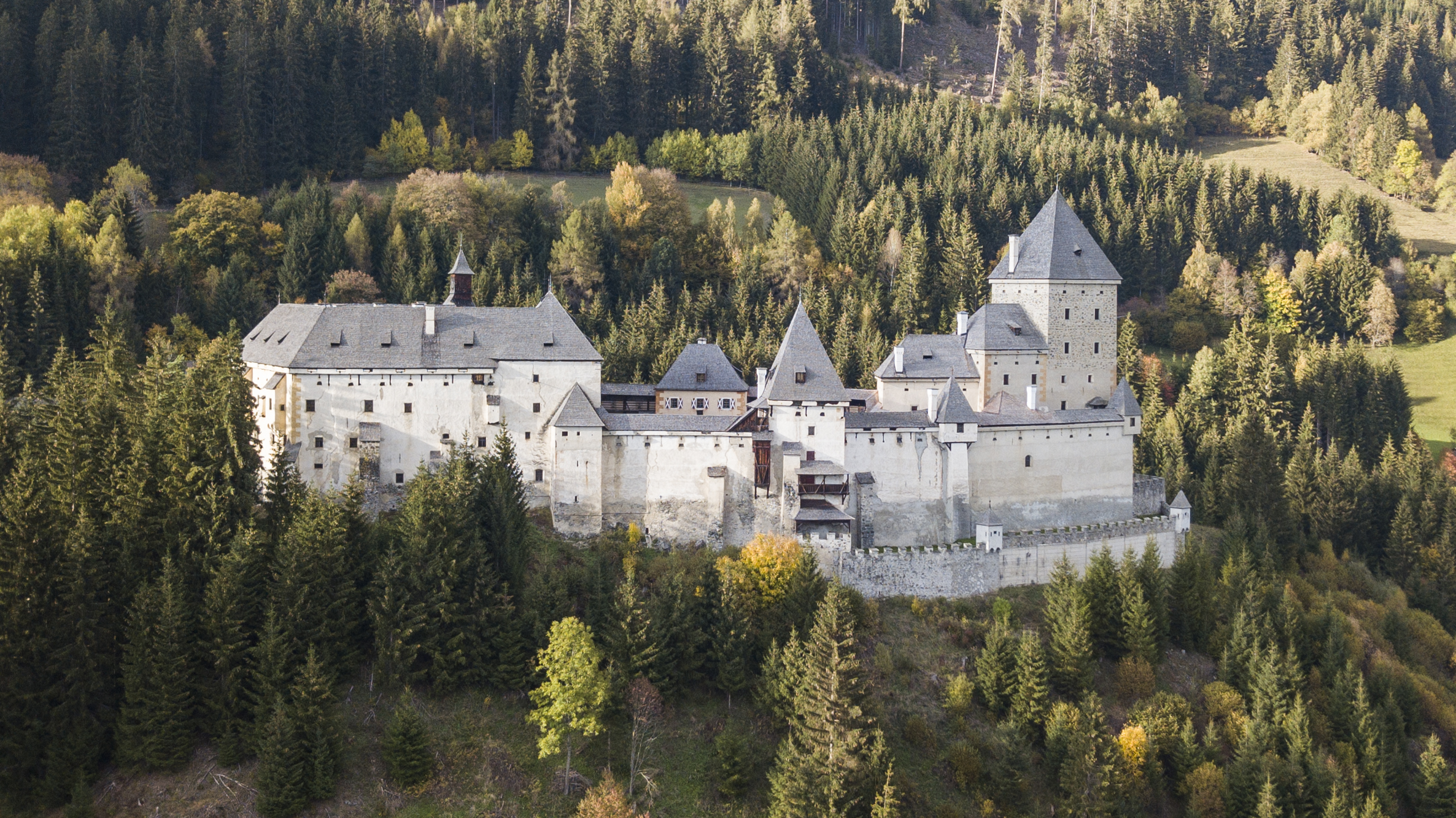
Südsüdostansicht des Schlosses

Schloss Moosham gehört zur Gemeinde Unternberg im Lungau, Salzburg.

## Geschichte
1191 erstmals erwähnt, fällt es 1285 an die Erzbischöfe von Salzburg. Im 14. Jahrhundert wird es Sitz der Landrichter bzw. Pfleger. Erzbischof Leonhard von Keutschach und seine Nachfahren ließen die mittelalterliche Burg bis 1577 erweitern.
1790 wurde das Pfleggericht Moosham von Erzbischof Colloredo aufgelöst bzw. in zwei neue Pfleggerichte aufgeteilt, letzter Pfleger an diesem Ort war Johann Wenzel von Helmreich zu Brunfeld, danach verfiel die Burg mehr und mehr.
1886 kaufte Johann Nepomuk Graf Wilczek die verfallende Burganlage. Zuvor hatte er schon ab 1874 erhebliche Mittel in die Burg Kreuzenstein gesteckt. Das Schloss Moosham ist bis heute im Besitz der Familie Wilczek. Es ist öffentlich zugänglich und besticht durch eine reichhaltige Kunstsammlung, die von dem Schlossherren zusammengetragen wurde. Sie umfasst Funde der Römer aus dieser Gegend sowie eine Anzahl an gut erhaltenen Akten und originale oder nachgebaute Folterwerkzeugen aus der Zeit der Hexenprozesse um 1680.
Der Pianist Cecil Taylor nahm 1976 hier bei einem Festival sein Album Air Above Mountains (Buildings Within) auf.

## Drehort
Im Jahre 1969 wurde auf Moosham der deutsche Horrorfilm Hexen bis aufs Blut gequält gedreht. Im Jahr 1972 diente das Schloss auch für den Film Hexen – geschändet und zu Tode gequält als Kulisse. Der erste Film gilt heute als Kultfilm des Genres.
Als fiktiver Handlungsort fand das Schloss 1981 in einem Hörspiel der Gruselhörspielserie des Hörspielabels Europa Erwähnung (Folge Nr. 11: Der Pakt mit dem Teufel), sowie 2019 in der 147. Folge der Reihe „Gruselkabinett“ von Titania-Medien („Die Höllenfahrt des Schörgen-Toni“). Innerhalb beider Hörspiele werden auch angebliche Legenden und Sagen der Umgebung erwähnt.
Schloss Moosham war Drehort des deutsch-amerikanischen Fernsehfilms Der geheimnisvolle Fremde von 1982 mit Bernhard Wicki in der Hauptrolle.
Seit Anfang der 2000er wurde das Schloss schließlich mehrfach für Filmproduktionen genutzt. Der österreichische Märchenfilm Rumpelstilzchen aus dem Jahr 2007 nach dem gleichnamigen Märchen der Brüder Grimm wurde in den Jahren 2005/06 u. a. in Schloss Moosham für die Filmreihe Märchenperlen produziert. Des Weiteren war das Schloss Drehort der 2012 veröffentlichten Produktion Die Schöne und das Biest. Im Herbst 2016 wurden Teile des Fernsehfilms Die Ketzerbraut auf Schloss Moosham gedreht.

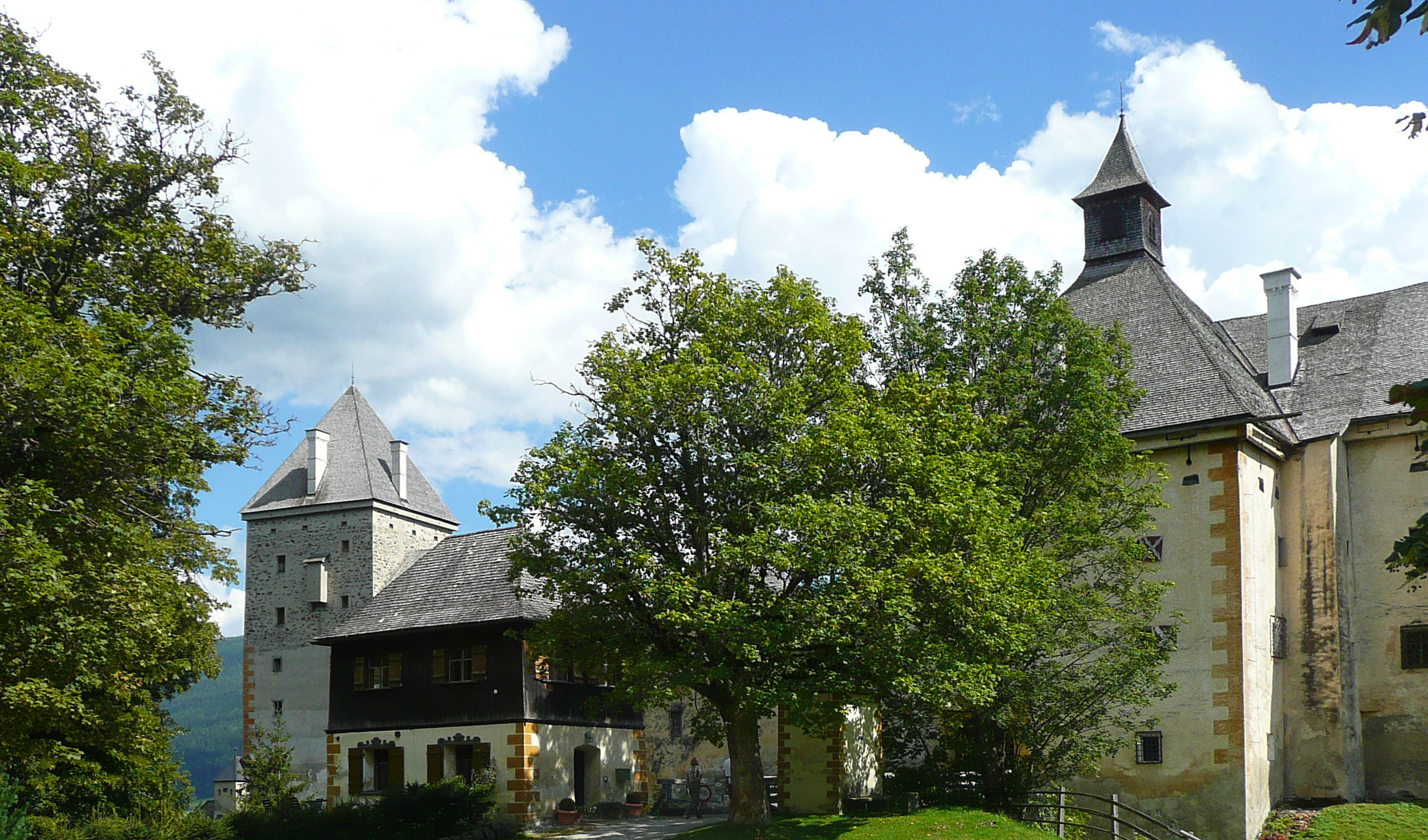
Eingangsbereich Schloss Moosham
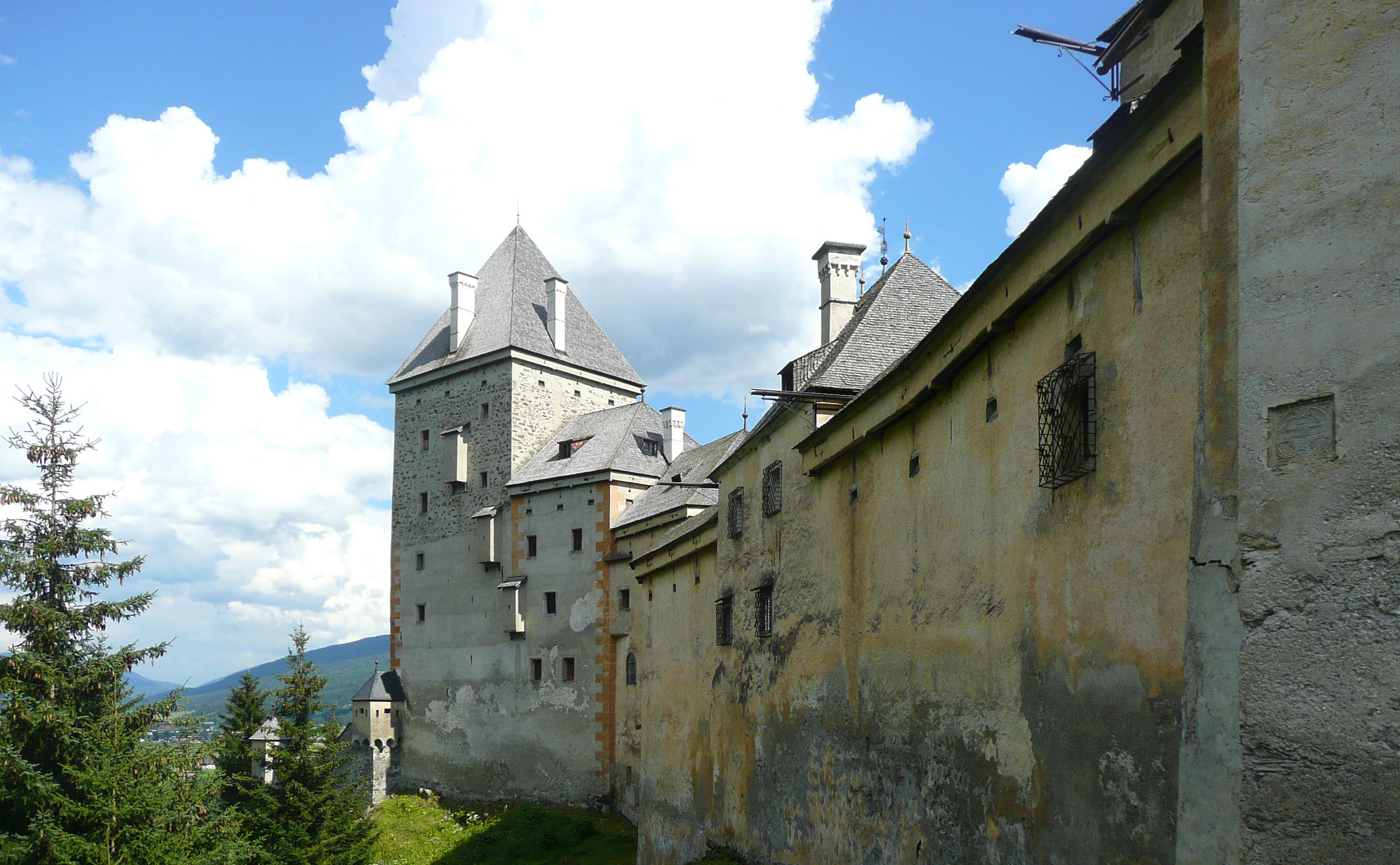
Schloss Moosham
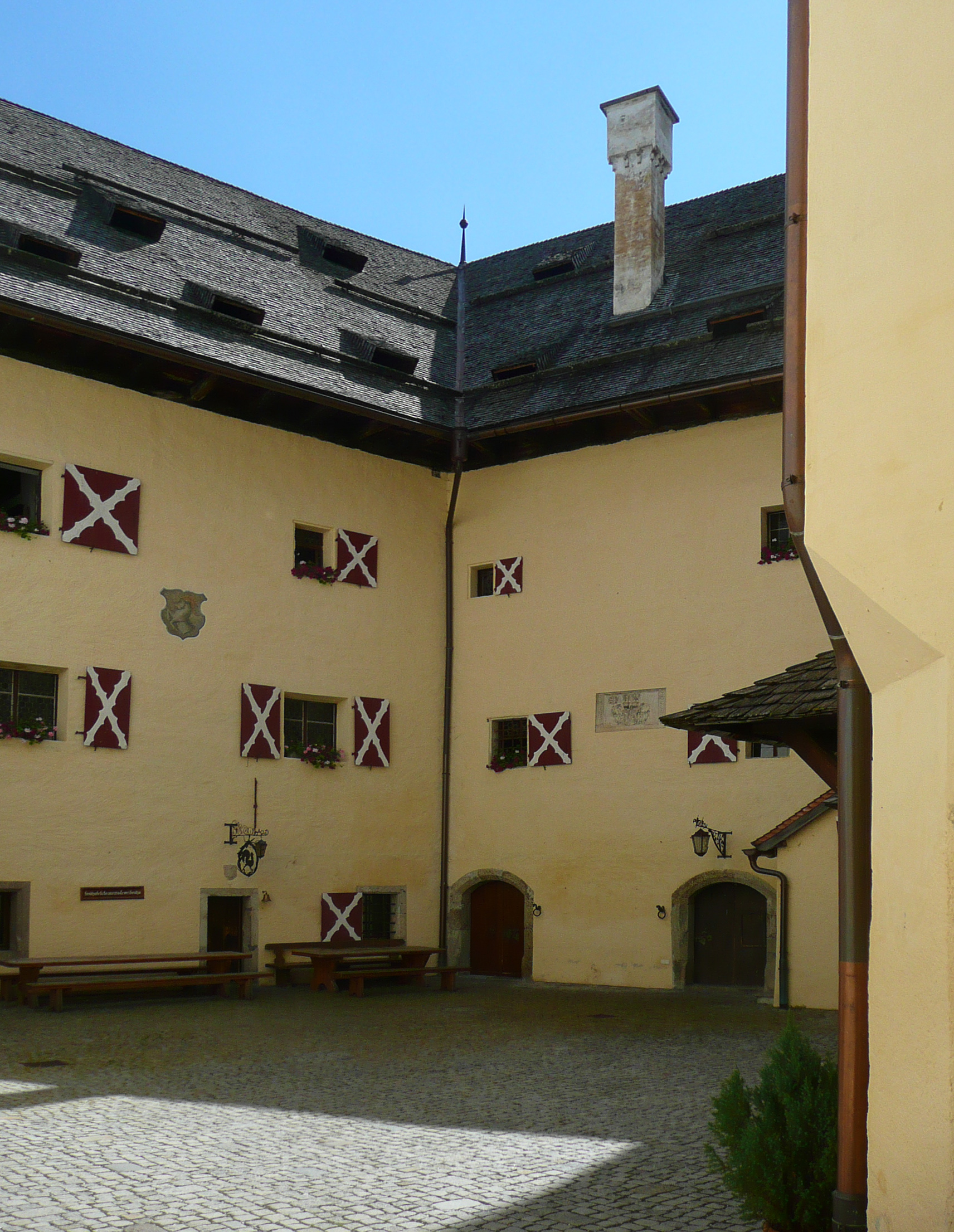
Innenhof
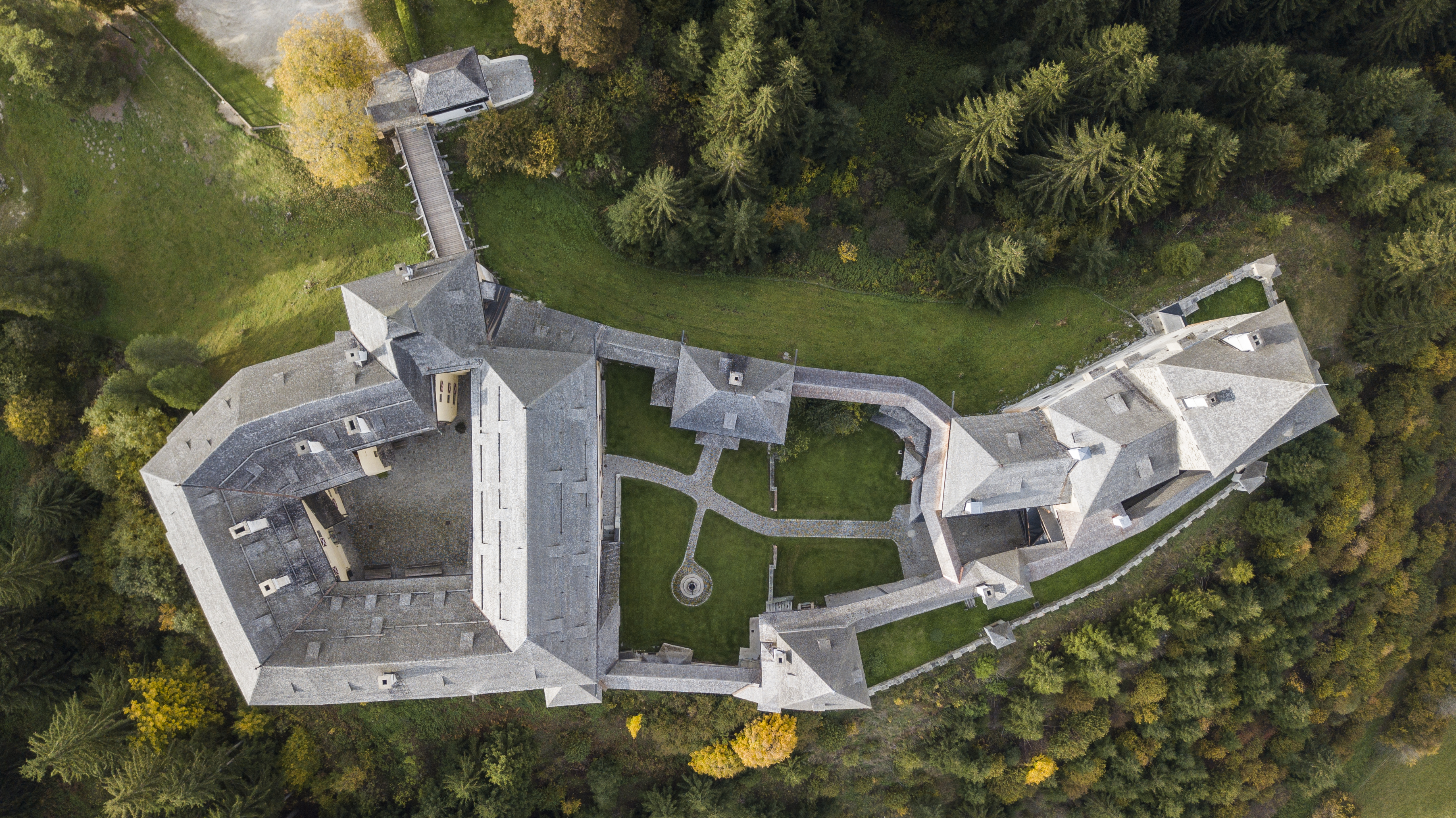
Ansicht von oben